# Fındıkpınarı, Mezitli
Fındıkpınarı là một xã thuộc huyện Mezitli, tỉnh Mersin, Thổ Nhĩ Kỳ. Dân số thời điểm năm 2011 là 3.271 người.